# Phenacobius
Phenacobius és un gènere de peixos de la família dels ciprínids i de l'ordre dels cipriniformes endèmic dels Estats Units d'Amèrica.
Històricament no es va trobar més enllà de l'est d'Ohio, ara semblen ser una espècie estable que viu a tot el centre-oest i algunes parts d'estats del sud com Texas, Nou Mèxic i Alabama. Es van eliminar molts boscos i praderies per fer terres de conreu i la construcció de sistemes de drenatge va, desplaçar la població dels peixos més cap a l'est. Abans del desenvolupament agrícola, probablement mai no van travessar el riu Mississipi.
Viuen aproximadament 3-5 anys, però és difícil de mesurar a causa de la predació, la taxa de supervivència és d'uns 50 per cent. Actualment hi ha cinc espècies descrites.
Etimològicament, phenacobius significa «vida enganyosa», possiblement perquè aquestes espècies mengen insectes malgrat un aspecte herbívor.

## Taxonomia
- Phenacobius catostomus (Jordan, 1877)
- Phenacobius crassilabrum (Minckley & Craddock, 1962)
- Phenacobius mirabilis (Girard, 1856)
- Phenacobius teretulus (Cope, 1867)
- Phenacobius uranops (Cope, 1867)[4]